# Boronice
Boronice – wieś sołecka w Polsce położona w województwie świętokrzyskim, w powiecie kazimierskim, w gminie Kazimierza Wielka.
Wieś królewska Borunice, położona była w drugiej połowie XVI wieku w powiecie proszowskim województwa krakowskiego, jej tenutariuszem w 1595 roku był Krzysztof Krupka, cześnik koronny.. 
W latach 1975–1998 miejscowość administracyjnie należała do województwa kieleckiego.

## Części wsi
| SIMC    | Nazwa      | Rodzaj    |
| ------- | ---------- | --------- |
| 0241070 | Dubięcin   | część wsi |
| 0241086 | Stara Wieś | część wsi |
| 0241092 | Zagaje     | część wsi |
| 0241100 | Zaszosie   | część wsi |

## Zabytki
Park z XIX w., wpisany do rejestru zabytków nieruchomych (nr rej.: A.184 z 12.09.1957).